# 冷泉隆豐
冷泉隆豐（1513年—1551年9月30日），日本戰國時代的武將。大內氏家臣。父親是冷泉興豐。
冷泉氏本姓多多良氏，是大內氏的支流。父親興豐自稱母方的家號冷泉氏。

## 生平
在永正10年（1513年）出生。仕於周防國戰國大名大內義興，在義興死後，仕於其子義隆。受主君義隆下賜偏諱（「隆」字），改名為隆祐，後來，再取父親的名字中的一字，改名為隆豐。負責率領大內氏的水軍。大永7年（1527年），在攻略安藝國時，於仁保島、國府城（府中出張城）戰鬥。
天文10年（1541年），成為安藝武田氏的居城佐東銀山城的城主。天文11年（1542年），跟隨義隆遠征出雲國的尼子氏，包圍月山富田城，不過因為國人眾等人背叛，全軍撤退（月山富田城之戰）。此時，負責義隆的養子晴持所乘的船，不過晴持在撤退時溺死。翌年（1543年），攻略伊予國。與安藝國國人白井房胤（白井賢胤的父親）等人一同在天文15年（1546年）2月進攻伊予的平智島；翌年（1547年）5月，再次聯合，進攻伊予的中途島。
主君義隆在月山富田城之戰的敗北後，開始變得文弱。大內家中，分為相良武任等文治派和陶隆房（後來的晴賢）等武斷派，出現激烈對立。在對立激化後，回避雙方的暴發，而仲介亦不了了之。在隆房謀反的流言在山口中廣泛流傳後，義隆亦沒有接受誅殺隆房的進言。

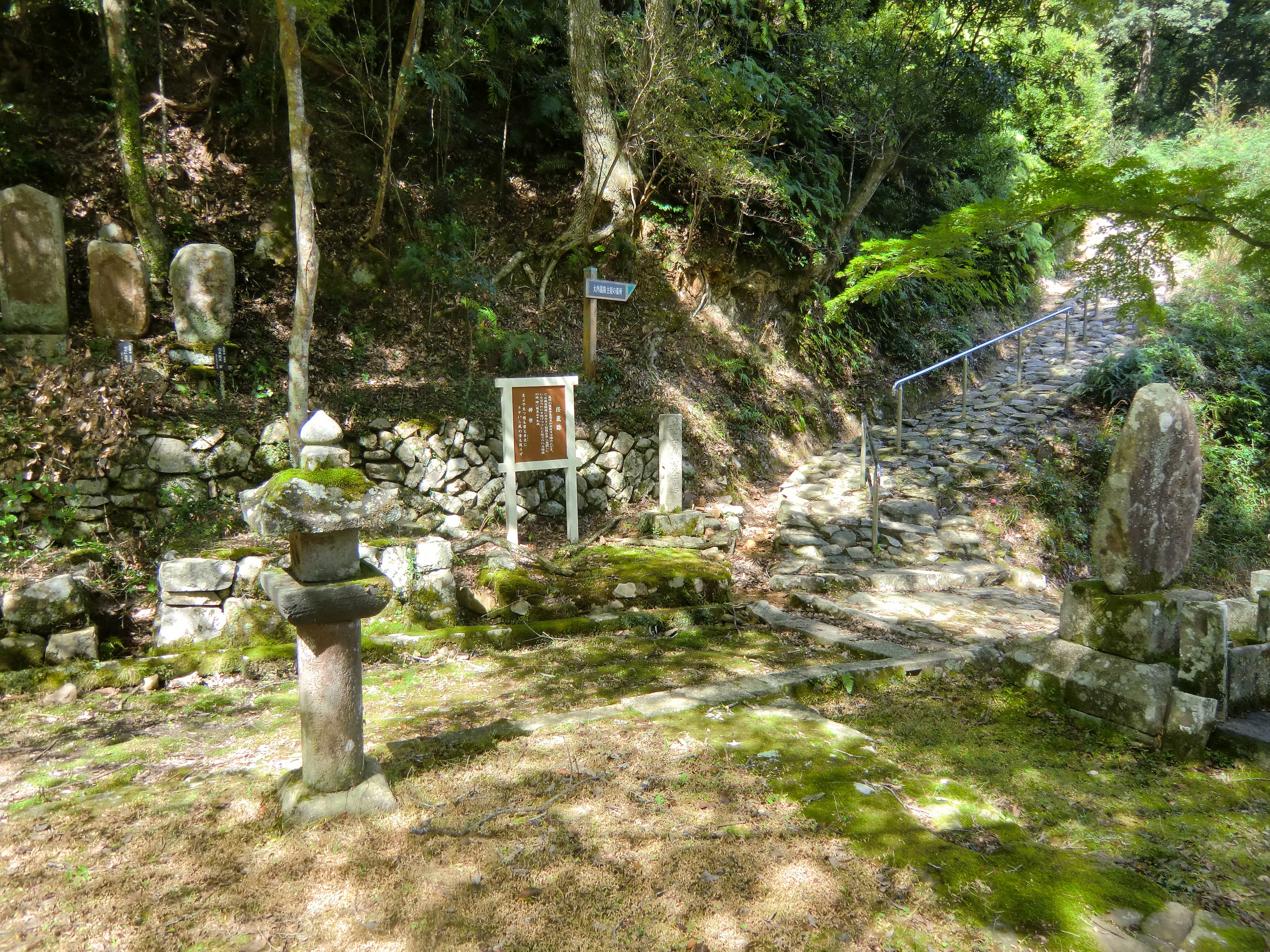
傳說中冷泉隆豐自殺之地（大寧寺的藏經閣遺址）

天文20年（1551年），隆房謀反。因為隆房周到的安排，除了文治派以外，幾乎沒有人是義隆的友方。義隆逃離山口後，打算投靠石見國的吉見正賴，不過因為風暴，沒能乘船，於是進入長門國的大寧寺。陶軍在包圍大寧寺後，義隆自殺。在擔任介錯後，自身亦向陶軍突擊而戰死（大寧寺之變）。另一說則指，在與敵軍戰鬥後，進入著火的藏經閣，詠唱辭世句後，在腹部割出十字，把內臟投入天井後死去。而連接該藏經閣的斜道被稱為「冷泉坂」。
辭世句是。
現今山口縣岩國市周東的冷泉屋敷（冷泉氏館）跡被認為是隆豐等人的居館。

## 人物
- 不只是武勇優秀，亦擅長和歌。被稱為智勇兼備之士，而且是忠臣，得到很高評價。

## 登場作品
電視劇
- 『毛利元就』（NHK大河劇，1997年，演員：春田純一（日语：春田純一））

## 外部連結
- 武家家伝＿大内氏（页面存档备份，存于）